# Чуровичское сельское поселение
Чуровичское сельское поселение — муниципальное образование в юго-западной части Климовского района Брянской области. Административный центр — село Чуровичи.
Образовано в результате проведения муниципальной реформы в 2005 году, путём преобразования дореформенного Чуровичского сельсовета.

## Население
| 2010  | 2011  | 2012  | 2013  | 2014  | 2015  | 2016  | 2017  | 2018  |
| ----- | ----- | ----- | ----- | ----- | ----- | ----- | ----- | ----- |
| 1568  | ↘1560 | ↘1511 | ↘1431 | ↘1344 | ↘1337 | ↘1316 | ↘1275 | ↘1248 |
| 2019  | 2020  | 2021  |       |       |       |       |       |       |
| ↘1239 | ↘1193 | ↘1171 |       |       |       |       |       |       |

## Состав сельского поселения
В состав сельского поселения входят 7 населённых пунктов
| № | Населённый пункт | Тип населённого пункта       | Население |
| - | ---------------- | ---------------------------- | --------- |
| 1 | Бугровка         | посёлок                      | ↘72       |
| 2 | Вознесенск       | посёлок                      | ↘4        |
| 3 | Новый Варин      | посёлок                      | ↘22       |
| 4 | Перекоп          | посёлок                      | ↘21       |
| 5 | Петрова Гута     | село                         | ↘82       |
| 6 | Чуровичи         | село, административный центр | ↘1228     |
| 7 | Ягодное          | деревня                      | →2        |